# Вонди Кертис Хол
Вонди Кертис Хол (енгл. Vondie Curtis-Hall; рођен у Детроиту, 30. септембра 1956), амерички је филмски, позоришни и ТВ глумац.
Каријеру је започео на позоришној сцени, где је био главни глумац у бродвејском мјузиклу Дримгерлс, а затим је играо мале улоге у филмовима као што су Принц открива Америку и Тајанствени воз. Његова друга запажена дела укључују филмови Ромео + Јулија, Умри мушки 2, Пад и Сломљена стрела поред многих.